# Eclissi solare del 15 dicembre 1982
L'eclissi solare del 15 dicembre 1982 è stato un evento astronomico che ha avuto luogo il suddetto giorno attorno alle ore 09:32 UTC. Tale evento ha avuto luogo nell'Europa, nell'Asia centrale e occidentale e nell'Africa settentrionale. L'eclissi del 15 dicembre 1982 è diventata la quarta eclissi solare nel 1982 e la 189ª nel XX secolo. La precedente eclissi solare si è verificata il 20 luglio 1982, la seguente l'11 giugno 1983.
Solitamente avvengono due eclissi ogni anno. Nel 1982 ne sono avvenute quattro, tutte eclissi parziali. Questa eclissi solare è la quarta della serie.

## Percorso e visibilità
Questa eclissi parziale era visibile in Europa esclusa l'Islanda, alle Isole Fær Øer, sulle aree costiere dell'Oceano Artico, nella la penisola iberica, gli stati africani con sbocco sul mar Mediterraneo e sul mar Nero, in Asia occidentale, meridionale e centro settentrionale.

## Eclissi correlate

### Eclissi solari 1982 - 1985
Questa eclissi è un membro di una serie semestrale. Un'eclissi in una serie semestrale di eclissi solari si ripete approssimativamente ogni 177 giorni e 4 ore (un semestre) in nodi alternati dell'orbita della Luna.